# كريستيان ويبر
كريستيان ويبر (بالألمانية: Christian Weber)‏ (15 سبتمبر 1983 ساربروكن ألمانيا - ) هو لاعب كرة قدم ألماني يلعب كمدافع.

## وصلات خارجية
كريستيان ويبر على موقع قاعدة بيانات كرة القدم.إي يو (الإنجليزية)
- كريستيان ويبر على موقع بيانات كرة القدم. دي إي (الألمانية)
- كريستيان ويبر على موقع عالم كرة القدم.نت (الإنجليزية)